# Unnur Birna Vilhjálmsdóttir
Unnur Birna Vilhjalmsdottir est une islandaise, née le 25 mai 1984 à Reykjavik, qui a  été élue Miss Monde à Sanya le 10 décembre 2005.
Elle étudie l'anthropologie et le droit, en vue d'être avocate.
Sa mère, Unnur Steinsson, a été élue Miss Islande en 1983 et a fait partie des 5 finalistes lors de Miss Monde 1983.

## Fiche descriptive
- Date de naissance : 1984
- Lieu de naissance : Reykjavik (Islande)
- Taille : 1,71 m
- Couleur des cheveux : bruns
- Couleur des yeux : verts

## Liens
- (en) Fiche biographique sur le site de Miss monde (en anglais)